# Imilcone I
Imilcone I (V secolo a.C.) (fl. V secolo a.C.) fu un re di Cartagine che governava nei  possedimenti siciliani di Cartagine.
Egli governò per circa cinquant'anni, dal 460 a.C. circa al 410 a.C. circa, alcune colonie nella zona occidentale della Sicilia, che rimasero fedeli alla città africana dopo la sconfitta nella battaglia di Imera.